# IC 5145
IC 5145 ist eine Spiralgalaxie vom Hubble-Typ Sab im Sternbild Pegasus nördlich des Himmelsäquators. Sie ist schätzungsweise 338 Millionen Lichtjahre von der Milchstraße entfernt.
Das Objekt wurde von Edward Emerson Barnard entdeckt.